# Bernard Fournier
 (septembre 2023).
Si vous disposez d'ouvrages ou d'articles de référence ou si vous connaissez des sites web de qualité traitant du thème abordé ici, merci de compléter l'article en donnant les références utiles à sa vérifiabilité et en les liant à la section « Notes et références ».
Pour les articles homonymes, voir Bernard Fournier (musicologue) et Fournier.
Bernard Fournier, né le 13 septembre 1946 à Saint-Étienne (Loire), est un homme politique français.

## Biographie
Bernard Fournier est issu d'une famille de la vieille bourgeoisie ligérienne originaire de Saint-Nizier-de-Fornas dans l'ancienne province du Forez. Il naît et effectue sa scolarité à Saint-Étienne où ses parents se sont fixés.
Il milite très tôt dans les mouvements gaullistes et adhère à l'Union des jeunes pour le progrès (UJP). Il préside en 1978 ce mouvement gaulliste où ont milité des personnalités, comme Gérard Larcher, Michel Barnier et François Fillon, notamment. Il remporte les élections cantonales de mars 1985 dans le canton de Saint-Bonnet-le-Château. Il démissionne de la présidence de l'UJP pour se consacrer à son mandat de conseiller général. Georges Tron lui succède à la tête du mouvement. 
En mars 1989, il devient maire de Saint-Nizier-de-Fornas, réélu en juin 1995, il y reste jusqu'en 2001. Le 28 novembre 1996, il crée la communauté de communes du Pays de Saint-Bonnet-le-Château.
Le 19 novembre 1997, il est élu au Sénat à la suite d'une élection sénatoriale partielle qui fait suite au décès du sénateur François Mathieu, dont il était proche. Il est réélu le 23 septembre 2001, le 25 septembre 2011 et le 24 septembre 2017. Il siège également à l'Assemblée parlementaire du Conseil de l'Europe depuis novembre 2008, d'abord en qualité de membre suppléant et depuis 2013 en qualité de membre titulaire.
Il a annoncé en 2010 ne pas vouloir représenter sa candidature aux élections cantonales de mars 2011 et met un terme à sa carrière de conseiller général.
Il est le seul sénateur UMP à s'abstenir sur le Pacte budgétaire européen en octobre 2012.
Il soutient François Fillon pour la primaire présidentielle des Républicains de 2016.
Il est débouté en juin 2022 de la poursuite judiciaire intentée envers le syndicat Sud Education 93, et condamné avec quatre parlementaires LR à verser 5 000 euros au syndicat.

## Mandats

### Mandats parlementaires
- 9 novembre 1997 - 2 octobre 2023 : Sénateur de la Loire (réélu le 23 septembre 2001, le 25 septembre 2011 et le 24 septembre 2017)
- Depuis novembre 2008 : Membre de l'Assemblée parlementaire du Conseil de l'Europe

### Mandats locaux

#### Mandats actuels
- Depuis mars 2001 : Adjoint au maire de Saint-Nizier-de-Fornas

#### Anciens mandats
- mars 1989 - mars 2001 : Maire de Saint-Nizier-de-Fornas
- 1985 - 2011 : Conseiller général du canton de Saint-Bonnet-le-Château
- novembre 1996 - avril 2014 : Président de la communauté de communes du Pays de Saint-Bonnet-le-Château
- 2e vice-président du Conseil général de la Loire
- 2001 - 2020 : Président de l'Union des communes rurales de la Loire

### Autre mandat
- 2000-2017 : Président du Syndicat intercommunal d'énergies de la Loire